# Giles Blunt
Pour les articles homonymes, voir Blunt.
Giles Blunt, né le 2 février 1952 à Windsor, Ontario, est un romancier et scénariste canadien, spécialisé dans le roman policier.

## Biographie
Il grandit dans la petite localité de North Bay, dans le Nord de l'Ontario. Il fait des études supérieures en littérature anglaise à l'Université de Toronto, obtient son diplôme, puis vit près de vingt ans à New York, avant de revenir s'installer à Toronto.
Il se lance dans l'écriture avec la publication en 1989 de son premier roman policier, Le Témoin privilégié (Cold Eye), « une variation sur le thème de Faust », adaptée au cinéma par Alain Jessua en 1997 sous le titre Les Couleurs du diable.
À partir de l'an 2000, il amorce une série policière ayant pour héros récurrent le détective John Cardinal, qui vit dans la petite ville d'Algonquin Bay, dans le Nord de l'Ontario. Algonquin Bay est en fait North Bay à peine déguisée. Ainsi, l'auteur retient le nom des rues principales et des deux lacs (Trout Lake et Lake Nipissing) entre lesquels la ville est située. En outre, les deux endroits ont la même localisation géographique et un cadre physique identique. Enfin, les habitants d'Algonquin Bay rappellent ceux de North Bay. Le premier titre de cette série, Quarante mots pour la neige (Forty Words for Sorrow, 2000), remporte le Silver Dagger Award, et le deuxième, Sous un ciel de tempête (The Delicate Storm, 2002), décroche le Prix Arthur-Ellis du meilleur roman de l'association des Crime Writers of Canada.
Les contributions de Giles Blunt pour la télévision, en tant que scénariste, incluent des épisodes pour les séries télévisées New York, police judiciaire (Law and Order), Street Legal et Brigade de nuit (Night Heat).

## Œuvre

### Romans

#### SérieJohn Cardinal
- Forty Words for Sorrow (2000)  (ISBN 0-425-18516-8) Publié en français sous le titre Quarante mots pour la neige, traduit par Philippe Rouard, Paris, Éditions du Masque, 2003  (ISBN 2-7024-8077-2) ; réédition, Paris, Pocket no 12173, 2005  (ISBN 2-266-14129-5)
- The Delicate Storm (2002)  (ISBN 0-425-19678-X) Publié en français sous le titre Sous un ciel de tempête, traduit par Pierre Bondil, Paris, Éditions du Masque, 2004  (ISBN 2-7024-8078-0) ; réédition, Paris, Pocket no 12620, 2006  (ISBN 2-266-15462-1)
- Blackfly Season (2005)  (ISBN 0-425-20957-1) Publié en français sous le titre Surgie de nulle part, traduit par Nicolas et Pierre Bondil, Paris, Éditions du Masque, 2007  (ISBN 978-2-7024-3165-8) ; réédition, Paris, Pocket no 13597, 2009  (ISBN 978-2-266-18073-3)
- The Fields of Grief (2006), aussi paru sous le titre By the Time You Read This Publié en français sous le titre Quand tu liras ces mots, traduit par Oristelle Bonis, Paris, Éditions du Masque, 2008  (ISBN 978-2-7024-3332-4)
- Crime Machine (2010)
- Until the Night (2012)Publié en français sous le titre Grand calme, traduit par Charles Bonnot, Paris, Éditions Sonatine, 2021, 336 p.  (ISBN 9782355848148)

#### Autres romans
- Cold Eye (1989)  (ISBN 0-380-70876-0) Publié en français sous le titre Le Témoin privilégié, traduit par René de Bauge-Cahen et Jean-Michel Frémont, Paris, Éditions Albin Michel, coll. « Spécial Suspense », 1991  (ISBN 2-226-05390-5)
- No Such Creature (2008)
- Breaking Lorca (2009)
- The Hesitation Cut (2015)

## Filmographie

### En tant que scénariste
- 1987 : The Cost of Doing Business, épisode 20, saison 3 de la série télévisée canadienne Brigade de nuit (Night Heat)
- 1987-1989 à la télévision : 2 épisodes de la série télévisée canadienne Paire d'as (Diamonds)
- 1991 : His Hour Upon the Stage, épisode 11, saison 2 de la série télévisée américain New York, police judiciaire (Law and Order)
- 1993 : Thicker Than Water, épisode 10, saison 7 de la série télévisée canadienne Street Legal

### Adaptation de ses œuvres
- 1997 : Les Couleurs du diable, film franco-italien réalisé par Alain Jessua, d'après le roman  Le Témoin privilégié (Cold Eyes), avec Ruggero Raimondi, Wadeck Stanczak et Isabelle Pasco
- 2017 : Cardinal est une série TV de 6 épisodes adaptée à l'écran par Podz tirée du roman Quarante mots pour la neige[3].
- 2018 : 2e saison de Cardinal, de 6 épisodes. Le titre La saison des mouches noires est tiré du roman Surgie de nulle part (Blackfly season)
- 2019 : 3e saison de Cardinal, de 6 épisodes. Le titre Quand tu liras ces mots est tiré des romans Quand tu liras ces mots et Crime Machine (non traduit)
- 2020 : 4e saison de Cardinal

## Source
- Claude Mesplède, Dictionnaire des littératures policières, vol. 1 : A - I, Nantes, Joseph K, coll. « Temps noir », 2007, 1054 p. (ISBN 978-2-910-68644-4, OCLC 315873251), p. 244-245.